# التعليم في كرواتيا
التعليم في كرواتيا حق دستوري لكل سكان كرواتيا، توضح المادة 65 من الدستور الكرواتي أن التعليم الأساسي إلزامي ومجاني، في حين أن الاستثمارات في التعليم الثانوي والعالي متاحة بالتساوي للجميع. ومعظم مؤسسات التعليم في كرواتيا مِلك القطاع العام.

## ديموغرافيا

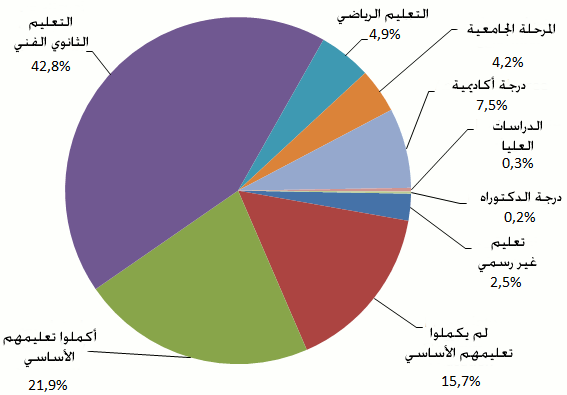
إحصاءات السكان بحسب حالة التعليم في كرواتيا عام 2001.

نسبة محو الأمية في كرواتيا 98.1% من جملة السكان. أفاد تعداد عام 2001 أن 15.7% من السكان فوق سن 14 سنة لم يكملوا تعليمهم الأساسي، و21.9% أكملوا تعليمهم الأساسي فقط، في حين 42.8% من السكان فوق سن 14 سنة درسوا في التعليم الفني و4.9% تلقوا تعليماً رياضياً. وبالنسبة للتعليم العالي فقد حصل 4.2% من السكان على شهادة البكالوريوس، في حين أن 7.5% حصلوا على درجة أكاديمية، وحصل 0.5% على درجات علمية في الدراسات العليا أو درجة الدكتوراه. سجلت كرواتيا نمواً كبيراً في السكان الذين حصلوا درجة أكاديمية بحلول عام 2008 مقارنة بالسابق، قدرت هذه الشريحة بـ 16.7% من مجموع السكان في سن 15 سنة وما فوق. في دراسة عالمية حول جودة المعيشة في مختلف البلدان التي نشرتها مجلة نيوزويك في أغسطس عام 2010؛ وضع نظام التعليم الكرواتي في المرتبة 22 مساوية بذلك النمسا في الترتيب. وفي عام 2004، أشارت التقديرات إلى أن 4.5% من الناتج المحلي الإجمالي للبلاد يُنفق على التعليم، في حين قدرت فترة الدراسة المتوقع إلى 14 عاماً في المتوسط. يبدأ التعليم الأساسي في كرواتيا في سن 6 أو 7 سنوات، ويتكون من ثماني صفوف، وهو إلزامي. في عام 2007 صدر قانون لزيادة التعليم الإلزامي المجاني ليكون حتى 18 سنة من العمر. اعتباراً من عام 2010، بلغ عدد مدارس التعليم الأساسي في كرواتيا 2,131 مدرسة، بجانب و713 مدرسة توفر مختلف أشكال التعليم الثانوي. التعليم الأساسي والثانوي يتوفران أيضاً في لغات الأقليات المعترف بها في كرواتيا، حيث تدرس مناهج باللغة التشيكية واللغات المجرية والإيطالية والصربية والألمانية.
هناك 84 مستوى ابتدائي و 47 مستوى الموسيقى والفن على مستوى المدارس الثانوية، وكذلك 92 مدرسة للأطفال والشباب ذوي الاحتياجات الخاصة و74 مدرسة للبالغين. سمح بالامتحانات خارج البلاد لطلاب التعليم الثانوي في العام الدراسي 2009 - 2010. وهي تتألف من ثلاث مواد الإجبارية: اللغة الكرواتية والرياضيات بجانب لغة الأجنبية، مع مواد اختيارية وشرط أساسي للالتحاق بالتعليم الجامعي.
في كرواتيا ثماني جامعات: جامعة زغرب وجامعة سبليت وجامعة رييكا وجامعة أوسييك وجامعة زادار وجامعة دوبروفنيك وجامعة بولا وجامعة دوبروفنيك الدولية وجامعة زادار. أول جامعة في كرواتيا تأسست عام 1396 وظلت نشطة حتى عام 1807، عندما حل محلها تولت مؤسسات التعليم العالي الحديثة. أعيد فتح جامعة زغرب عام 2002  والتي تأسست عام 1669، هي أقدم جامعة مستمرة في العمل في جنوب شرق أوروبا. بكرواتيا 11 معهداً فنياً و23 مؤسسة تختص بالتعليم العالي؛ منهم 19 مؤسسة خاصة غير مملوكة للحكومة. إجمالياً هناك 132 مؤسسة تعليم عالي في كرواتيا، يدرس بهم أكثر من 145 ألف طالب وطالبة.
يعمل في كرواتيا حوالي 205 شركة ومؤسسة حكومية المنظمات غير الربحية المختصة بالبحث العلمي وتطوير التكنولوجيا. بجانب ذلك فقد أنفقت هذه المؤسسات أكثر 3 مليارات كونا كرواتية (حوالي 400،000،000 يورو) ويعمل بها 10,191 موظف بدوام كامل وذلك عام 2008. ومن بين المعاهد العلمية العاملة في كرواتيا معهد رودر بوسكوفيتش في زغرب. والأكاديمية الكرواتية للعلوم والفنون في زغرب بهدف تعزيز اللغة والثقافة والفنون والعلوم في المجتمع منذ إنشائها في عام عام 1866، وهي تضم علماء كرواتيا والمخترعين الحائزين على جائزة نوبل.
احتلت كرواتيا المرتبة 44 في مؤشر الابتكار العالمي عام 2023، وتقدمت للمركز 43 في مؤشر عام 2024.